# Qebehut
Qebehut ("Agua Fresca") es la diosa funeraria que personifica la frescura y purificación a través del agua, en la mitología egipcia. Su nombre, también puede aparecer escrito como: Qebehet, Qebhut, Kebechet, Kebehut, Kebhut.

## Iconografía
Fue representada como una serpiente, o mujer con cabeza de serpiente, y en algunos casos con el cuerpo repleto de estrellas, o como un avestruz portando agua; estaba asociada al proceso de embalsamamiento.

## Mitología
Es hija del dios funerario Anubis y su esposa Anput. En los Textos de las Pirámides esta diosa está considerada la serpiente celestial, encargada de lavar a Ra; posteriormente adoptó la función de dar agua a los espíritus de los muertos mientras esperaban que se completara su momificación.

## Sincretismo
Qebehut está relacionada con una Hathor funeraria.

## Culto
Su culto solo se limitó a algunos nomos, como el de Cinópolis.
| N29 | D58 | V28 | w | t | W16 | I10 · R12 |

| N29 | D58 | V28 | w | t | W16 | I10 · R12 |